# Волошин, Дмитрий Сергеевич (футболист)
Дмитрий Сергеевич Волошин (рум. Dmitri Voloșin; род. 26 июля 1994, Тирасполь) — молдавский футболист, полузащитник.

## Карьера
Дмитрий Волошин является воспитанником клуба «Шериф», выступал за юношескую сборную Молдавии до 17 лет. В 2013 году перешёл в состав «Динамо-Авто». Дебютировал в команде 27 июля в матче чемпионата Молдавии против «Академии», выйдя на замену в концовке встречи. В дебютном сезоне Волошин сыграл 11 матчей, в основном выходил на замену.
Свой первый гол за «Динамо-Авто» полузащитник забил 2 августа 2014 года в игре с «Тирасполем». Гостевая встреча чемпионата завершилась крупным поражением его команды со счётом 8:1.
В 23 года Дмитрий Волошин завершил карьеру по причине разрыва передней крестообразной связки.